# جون أنتوني فولبي
جون أنتوني فولبي (بالإنجليزية: John A. Volpe)‏ (ولد 8 ديسمبر 1908 - توفي 11 نوفمبر 1994) هو دبلوماسي وسياسي أمريكي وعضو في الحزب الجمهوري شغل منصب الحاكم الحادي والستين والثالث والستين لولاية ماساتشوستس من 1961 إلى 1963 و 1965 إلى 1969، وكان وزير النقل من 1969 إلى 1973، وسفير الولايات المتحدة في إيطاليا من 1973 إلى 1977.

## روابط خارجية
- جون أنتوني فولبي على موقع الموسوعة البريطانية (الإنجليزية)
- جون أنتوني فولبي على موقع مونزينجر (الألمانية)
- جون أنتوني فولبي على موقع إن إن دي بي (الإنجليزية)